# Кузенин, Станислав Петрович
Станислав Петрович Кузенин (13 сентября 1933, город Краматорск Донецкой области - 07 мая 2009, город Мариуполь Донецкой области) — украинский советский деятель, 1-й секретарь Ждановского городского комитета КПУ Донецкой области. Кандидат в члены ЦК КПУ в 1986—1990 гг.

## Биография
Образование высшее. В 1956 году окончил Ждановский металлургический институт Сталинской области.
В 1956—1960 годах — помощник мастера, мастер, начальник цеха машиностроительного завода города Вятские Поляны Кировской области РСФСР.
Член КПСС .
В 1960—1966 годах — мастер, заместитель начальника, начальник ряда цехов, заместитель главного технолога Ждановского завода тяжелого машиностроения Донецкой области. В 1966—1969 годах — заместитель секретаря партийного комитета Ждановского завода тяжелого машиностроения.
В 1969—1974 годах — 2-й секретарь Ильичевского районного комитета КПУ города Жданова. В 1974—1980 годах — 1-й секретарь Ильичевского районного комитета КПУ города Жданова Донецкой области.
В 1980—1985 годах — 2-й секретарь Ждановского городского комитета КПУ.
В 1985—1989 годах — 1-й секретарь Ждановского городского комитета КПУ Донецкой области.
В 1989—1993 годах — заместитель директора фирмы внешнеэкономических связей, начальник 1-го отдела Мариупольского завода «Азовмаш» Донецкой области.
Потом — на пенсии в городе Мариуполе Донецкой области.

## Награды
- орден Трудового Красного Знамени
- орден Дружбы народов
- медали